# Андерсон, Китти
Китти Андерсон (исл. Kitty Anderson) — исландская активистка, феминистка, участник движения в защиту прав интерсекс-людей. Она входит в исполнительный совет OII Europe, соучредитель Intersex Iceland. Её характеризуют как «ведущий голос интерсекс-движения в Европе». Андерсон родилась с синдромом полной нечувствительности к андрогенам. Об этом она узнала, когда ей было 13 лет, но то, что она родилась с внутренними яичками, она узнала когда ей было 22 года. По её словам, её матери «советовали ей лгать».

## Правозащитная деятельность
Андерсон стала соучредителем организации Intersex Iceland в 2014 году и в настоящее время является её председателем. Она является сопредседателем и представителем OII Europe. Также Китти работала в совете директоров Samtökin '78, и в квир-комитете Министерства благосостояния с 2014 по 2016 года. Андерсон высказалась против стигматизации и табуированности, связанной с интерсекс-вопросами:
Когда я узнала, мне было 13 лет, и я была шокирована. Наличие интерсекс-вариации может быть сопряжено со стигматизацией и табуированностью, и это стало чем-то, что от меня скрыли. Но когда, несколько лет спустя, родилась моя двоюродная сестра, которая тоже интерсекс, моя семья не скрывала от неё этого факта, и это был процесс исцеления для всей нашей семьи.
Она также проводит кампанию против нормализующих операций на интерсексах. В интервью NIKK Андерсон заявила, что «операции будут продолжаться до тех пор, пока мы не примем закон, который их запрещает».
Андерсон представляла Комитет Совета Европы по биоэтике и выступает на ряде конференций, в средствах массовой информации, и правозащитных организациях в Скандинавии и Европе.
В 2015 году Андерсон провела кампанию направленную на изменение терминологии в учебниках по биологии в исландских школах и словарях, узнав, что слово «интерсекс» перевели на исландский как «уродец». Издатель учебников позже извинился.